# Erik Guay
Erik Guay (ur. 5 sierpnia 1981 w Montrealu) – kanadyjski narciarz alpejski, trzykrotny medalista mistrzostw świata oraz zdobywca Małej Kryształowej Kuli Pucharu Świata.

## Kariera
Po raz pierwszy na arenie międzynarodowej Erik Guay pojawił się 30 listopada 1996 roku w Mont Tremblant, gdzie w zawodach FIS Race w gigancie zajął dziesiąte miejsce. W 1999 roku wystartował na mistrzostwach świata juniorów w Pra Loup, gdzie jego najlepszym wynikiem było 19. miejsce w gigancie. Jeszcze dwukrotnie startował na imprezach tego cyklu, najlepszy wynik osiągając podczas mistrzostw świata juniorów w Verbier w 2001 roku, gdzie giganta ukończył na dziewiątej pozycji.
W zawodach Pucharu Świata zadebiutował 10 grudnia 2000 roku w Val d’Isère, gdzie nie zakwalifikował się do drugiego przejazdu giganta. Pierwsze pucharowe punkty wywalczył blisko dwa lata później w tej samej miejscowości, zajmując 28. miejsce w zjeździe. Na podium po raz pierwszy stanął 29 listopada 2003 roku w Lake Louise, zajmując drugie miejsce w tej samej konkurencji. W zawodach tych rozdzielił na podium Austriaka Michaela Walchhofera oraz Antoine'a Dénériaza z Francji. W kolejnych latach jeszcze wielokrotnie stawał na podium, w tym 29 listopada 2008 roku w Garmisch-Partenkirchen odniósł swoje pierwsze zwycięstwo, wygrywając zjazd. Najlepsze wyniki osiągnął w sezonie 2006/2007, który ukończył na dwunastej pozycji w klasyfikacji generalnej oraz trzeciej w klasyfikacji zjazdu. W klasyfikacji zjazdu trzecie miejsce zajął także w sezonie 2013/2014, a w sezonie 2009/2010 zdobył Małą Kryształową Kulę a zwycięstwo w klasyfikacji supergiganta.
Największy sukces osiągnął w 2011 roku, kiedy na mistrzostwach świata w Garmisch-Partenkirchen zdobył złoty medal w supergigancie. Wyprzedził tam bezpośrednio Didiera Cuche ze Szwajcarii oraz Włocha Christofa Innerhofera. Podczas rozgrywanych cztery lata później mistrzostw świata w Åre był czwarty w zjeździe. Walkę o podium przegrał tam ze Szwedem Patrikiem Järbynem o 0,02 sekundy. W 2006 roku wystartował na igrzyskach olimpijskich w Turynie, zajmując czwarte miejsce w supergigancie. Tym razem w walce o medal lepszy o 0,10 sekundy był Szwajcar Ambrosi Hoffmann. Na rozgrywanych cztery lata później igrzyskach olimpijskich w Vancouver był między innymi piąty w zjeździe i supergigancie. Brał także udział w igrzyskach olimpijskich w Soczi w 2014 roku, zajmując dziesiąte miejsce w zjeździe i nie kończąc rywalizacji w supergigancie.
Jego młodszy brat, Stefan Guay, także został narciarzem.

## Osiągnięcia

### Igrzyska olimpijskie
| Miejsce | Dzień     | Rok  | Miejscowość | Konkurencja | Czas zawodów | Strata | Zwycięzca           |
| ------- | --------- | ---- | ----------- | ----------- | ------------ | ------ | ------------------- |
| 4.      | 18 lutego | 2006 | Turyn       | Supergigant | 1:30,65      | +0,43  | Kjetil André Aamodt |
| 5.      | 15 lutego | 2010 | Vancouver   | Zjazd       | 1:54,31      | +0,33  | Didier Défago       |
| 5.      | 19 lutego | 2010 | Vancouver   | Supergigant | 1:30,34      | +0,34  | Aksel Lund Svindal  |
| 16.     | 23 lutego | 2010 | Vancouver   | Gigant      | 2:37,83      | +1,80  | Carlo Janka         |
| 10.     | 9 lutego  | 2014 | Soczi       | Zjazd       | 2:06,23      | +0,81  | Matthias Mayer      |
| DSQ     | 16 lutego | 2014 | Soczi       | Supergigant | 1:18,14      | -      | Kjetil Jansrud      |

### Mistrzostwa świata
| Miejsce | Dzień       | Rok  | Miejscowość  | Konkurencja | Czas zawodów | Strata | Zwycięzca           |
| ------- | ----------- | ---- | ------------ | ----------- | ------------ | ------ | ------------------- |
| 6.      | 2 lutego    | 2003 | Sankt Moritz | Supergigant | 1:38,80      | +1,08  | Stephan Eberharter  |
| 17.     | 6 lutego    | 2003 | Sankt Moritz | Kombinacja  | 3:18,41      | +5,04  | Bode Miller         |
| 6       | 8 lutego    | 2003 | Sankt Moritz | Zjazd       | 1:43,54      | +1,16  | Michael Walchhofer  |
| 19.     | 29 stycznia | 2005 | Bormio       | Supergigant | 1:27,55      | +2,19  | Bode Miller         |
| DNS     | 3 lutego    | 2005 | Bormio       | Kombinacja  | 3:19,10      | -      | Benjamin Raich      |
| 22      | 5 lutego    | 2005 | Bormio       | Zjazd       | 1:56,22      | +2,06  | Bode Miller         |
| 6.      | 6 lutego    | 2007 | Åre          | Supergigant | 1:14,30      | +0,65  | Patrick Staudacher  |
| 4.      | 11 lutego   | 2007 | Åre          | Zjazd       | 1:44,68      | +0,99  | Aksel Lund Svindal  |
| 19.     | 4 lutego    | 2009 | Val d’Isère  | Supergigant | 1:19,41      | +2,98  | Didier Cuche        |
| DNF     | 7 lutego    | 2009 | Val d’Isère  | Zjazd       | 2:07,01      | -      | John Kucera         |
| DNF     | 9 lutego    | 2011 | Ga-Pa        | Supergigant | 1:38,31      | -      | Christof Innerhofer |
| 1.      | 12 lutego   | 2011 | Ga-Pa        | Zjazd       | 1:58,41      | -      | -                   |
| 23.     | 6 lutego    | 2013 | Schladming   | Supergigant | 1:23,96      | +2,34  | Ted Ligety          |
| DSQ1    | 9 lutego    | 2013 | Schladming   | Zjazd       | 2:01,32      | -      | Aksel Lund Svindal  |
| 1.      | 9 lutego    | 2017 | Sankt Moritz | Supergigant | 1:25,38      | -      | -                   |
| 2.      | 12 lutego   | 2017 | Sankt Moritz | Zjazd       | 1:38,91      | +0,12  | Beat Feuz           |

### Mistrzostwa świata juniorów
| Miejsce | Dzień     | Rok  | Miejscowość | Konkurencja | Czas biegu | Strata | Zwycięzca             |
| ------- | --------- | ---- | ----------- | ----------- | ---------- | ------ | --------------------- |
| 48.     | 10 marca  | 1999 | Pra Loup    | Zjazd       | 1:08,50    | +2,47  | Klaus Kröll           |
| 20.     | 11 marca  | 1999 | Pra Loup    | Supergigant | 1:11,87    | +1,66  | Manfred Gstatter      |
| 19.     | 13 marca  | 1999 | Pra Loup    | Gigant      | 1:48,10    | +2,56  | Christoph Alster      |
| DNF1    | 14 marca  | 1999 | Pra Loup    | Slalom      | 1:34,96    | -      | Massimiliano Blardone |
| 33.     | 21 lutego | 2000 | Québec      | Zjazd       | 1:10,77    | +2,61  | Thomas Graggaber      |
| 16.     | 22 lutego | 2000 | Québec      | Supergigant | 1:15,69    | +1,84  | Klaus Kröll           |
| DNS2    | 26 lutego | 2000 | Québec      | Gigant      | 1:52,09    | -      | Georg Streitberger    |
| 22.     | 5 lutego  | 2001 | Verbier     | Zjazd       | 1:30,23    | +2,87  | Thomas Graggaber      |
| 14.     | 6 lutego  | 2001 | Verbier     | Supergigant | 1:28,17    | +2,86  | Christoph Kornberger  |
| 9.      | 8 lutego  | 2001 | Verbier     | Gigant      | 2:08,79    | +0,75  | Hannes Reiter         |
| DNF1    | 9 lutego  | 2001 | Verbier     | Slalom      | 1:25,72    | -      | Stefan Kogler         |

### Puchar Świata

#### Miejsca w klasyfikacji generalnej
- sezon 2002/2003: 79.
- sezon 2003/2004: 55.
- sezon 2004/2005: 25.
- sezon 2005/2006: 18.
- sezon 2006/2007: 12.
- sezon 2007/2008: 18.
- sezon 2008/2009: 22.
- sezon 2009/2010: 13.
- sezon 2010/2011: 26.
- sezon 2011/2012: 19.
- sezon 2012/2013: 18.
- sezon 2013/2014: 13.
- sezon 2014/2015: -
- sezon 2015/2016: 26.
- sezon 2016/2017: 16.

#### Zwycięstwa w zawodach
1. Ga-Pa – 24 lutego 2007 (zjazd)
2. Kvitfjell – 7 marca 2010 (supergigant)
3. Ga-Pa – 11 marca 2010 (supergigant)
4. Val Gardena – 21 grudnia 2013 (zjazd)
5. Kvitfjell – 1 marca 2014 (zjazd)

#### Pozostałe miejsca na podium w zawodach
1. Lake Louise – 29 listopada 2003 (zjazd) – 2. miejsce
2. Beaver Creek – 1 grudnia 2005 (supergigant) – 2. miejsce
3. Val Gardena – 16 grudnia 2005 (supergigant) – 2. miejsce
4. Val Gardena – 17 grudnia 2005 (zjazd) – 3. miejsce
5. Val d’Isère – 20 stycznia 2007 (zjazd) – 2. miejsce
6. Ga-Pa – 23 lutego 2007 (zjazd) – 3. miejsce
7. Kvitfjell – 10 marca 2007 (zjazd) – 2. miejsce
8. Lenzerheide – 15 marca 2007 (supergigant) – 3. miejsce
9. Beaver Creek – 5 grudnia 2008 (zjazd) – 3. miejsce
10. Ga-Pa – 10 marca 2010 (zjazd) – 3. miejsce[1]
11. Val Gardena – 17 grudnia 2010 (supergigant) – 3. miejsce
12. Kvitfjell – 11 marca 2011 (zjazd) – 2. miejsce
13. Ga-Pa – 28 stycznia 2012 (zjazd) – 2. miejsce
14. Chamonix – 4 lutego 2012 (zjazd) – 3. miejsce
15. Val Gardena – 15 grudnia 2012 (zjazd) – 3. miejsce
16. Kitzbühel – 26 stycznia 2013 (zjazd) – 2. miejsce
17. Bormio – 29 grudnia 2013 (zjazd) – 3. miejsce
18. Sankt Moritz – 16 marca 2016 (zjazd) – 3. miejsce
19. Val Gardena – 16 grudnia 2016 (supergigant) – 3. miejsce
20. Kvitfjell – 26 lutego 2017 (supergigant) – 3. miejsce

- W sumie (5 zwycięstw, 8 drugich i 12 trzecich miejsc)